# Alchemilla murbeckiana
Alchemilla murbeckiana é uma espécie de rosácea do gênero Alchemilla, pertencente à família Rosaceae.